# 한들로바

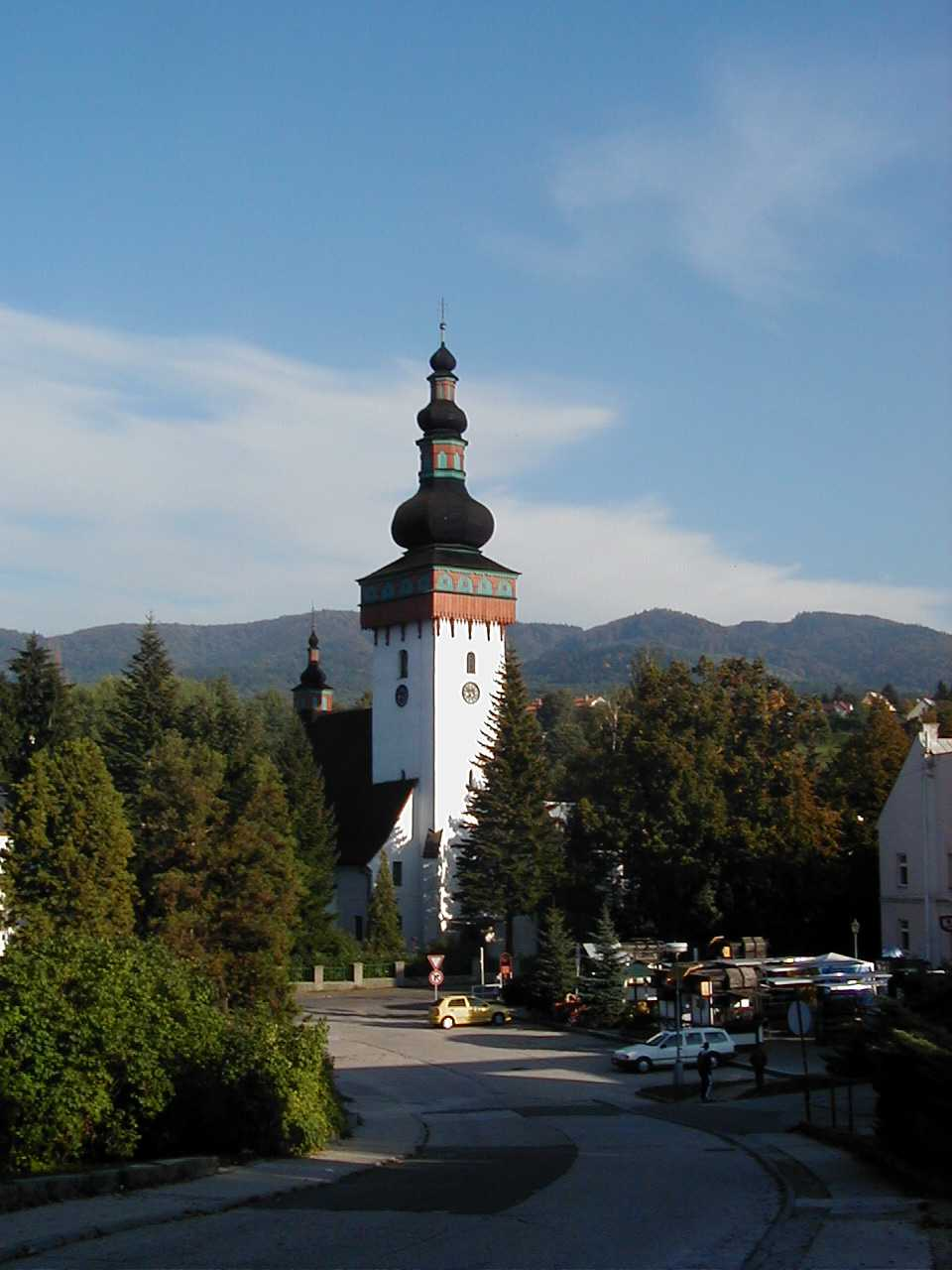
한들로바 성 카테리나 교회

한들로바(슬로바키아어: Handlová, 독일어: Krickerhau 크리커하우[*], 헝가리어: Nyitrabánya 니트러바녀[*])는 슬로바키아 트렌친 주에 위치한 도시로 면적은 50.75km2, 높이는 420m, 인구는 17,698명(2005년 기준), 인구 밀도는 349명/km2이다.
서쪽으로는 브타치니크 산맥(Vtáčnik), 남쪽, 동쪽, 북쪽으로는 지아르 산맥(Žiar)과 접하며 프리에비자에서 15km, 지아르나트흐로놈에서 20km 정도 떨어진 곳에 위치한다. 1376년 문헌에 처음으로 등장했다.